# 銀通
銀通(Joint Electronic Teller Services Limited, JETCO)は香港・マカオの銀行ATMネットワーク。
1982年、中国銀行香港分行(現・中国銀行 (香港))を中心に、東亜銀行、旧浙江第一銀行(永亨銀行に買収された)、上海商業銀行、永隆銀行)の香港の銀行5行によって創設された。現在、マカオと合わせ、外資銀行を含む30行以上が加盟し、約1600台のATMで利用できる。ただし、香港上海銀行とその傘下にある恒生銀行は加盟していない。
主なサービスには、引出しや預け入れのほか、ATMでの電子決済(日本のペイジーに相当)やPOS＝Point-of-Sale(デビットカードに相当)がある。国際的にはCirrusに加盟している。
中国本土にある加盟行のATMも利用可能だが、東亜銀行の支店など数箇所に限られている。以前は、中国本土の銀聯ATMにおいて、銀通カードを直接挿入し、香港の銀行口座から人民元で引き出すことも可能であった。しかし、セキュリティ上の問題から、2006年1月1日より同サービスは停止された。その代わり、銀通加盟各行では別途、銀聯カードを希望する顧客に発行している。
一方、中国本土の銀聯カードの所持者は2004年1月18日より、一部を除く香港やマカオの銀通ATMから香港ドル(あるいはマカオパタカ)を引き出すことができるようになった。これは、2003年に締結された中国本土・香港経済連携緊密化取決めおよび中国本土・マカオ経済連携緊密化取決めで中国本土住民による香港・マカオへの個人旅行が段階的に解禁されたことが背景にある。同年11月に、香港金融管理局と中国人民銀行が2003年11月に締結した協定に基づいて行われている。1日の引き出し限度額は人民元5000元相当である。この処置に関わる香港ドルと人民元の決済業務は、中国銀行 (香港)が行っている。